# Emiliano Bonazzoli
Emiliano Bonazzoli (Asola, 1979. január 20. –) olasz válogatott labdarúgó.

## Pályafutása
Brescia-ban kezdte meg felnőtt karrierjét. A Lecce ellen debütált 1997. május 15-én. Játszott többek között, a Fiorentinában, a Parmában és a Sampdoriában. Több mint 200 Serie A mérkőzéssel rendelkezik. 1-szeres olasz válogatott.

## Sikerei
- Brescia
  - Serie B: 1996-97

## Mérkőzései az olasz válogatottban
| #  | Dátum              | Ellenfél    | Eredmény | Kiírás              | Esemény |
| -- | ------------------ | ----------- | -------- | ------------------- | ------- |
| 1. | 2006. november 15. | Törökország | 1 – 1    | barátságos mérkőzés | 46'     |